# ATP Challenger Straßburg
Der ATP Challenger Straßburg (offiziell: Straßburg Challenger) war ein Tennisturnier, das 1988 einmal in Straßburg, Frankreich, stattfand. Es gehörte zur ATP Challenger Tour und wurde in der Halle auf Sand gespielt.

## Liste der Sieger

### Einzel
| Jahr | Sieger       | Finalgegner  | Ergebnis |
| ---- | ------------ | ------------ | -------- |
| 1988 | Marko Ostoja | Tomas Nydahl | 6:2, 6:2 |

### Doppel
| Jahr | Sieger                          | Finalgegner               | Ergebnis |
| ---- | ------------------------------- | ------------------------- | -------- |
| 1988 | Juan Carlos Báguena Borja Uribe | Pavel Vojtíšek Ivo Werner | 6:4, 6:3 |